# Ju Wenjun
Ju Wenjun (en xinès:居文君; Xangai, 31 de gener de 1991) és un jugadora d'escacs que té el títol de FIDE de Gran Mestre des del 2011. És l'actual Campiona del Món, i la cinquena dona que va superar la barrera dels 2600 punts Elo, el març de 2017. Ha guanyat tres cops el matx pel Campionat del Món femení maig de 2018, novembre de 2018 i 2020. Ha de defensar el seu títol el 2022.
A la llista d'Elo de la FIDE del juny de 2022 hi tenia un Elo de 2560 punts, cosa que en feia la jugadora femenina número 2 (en actiu) de la Xina, la número 3 femenina mundial, i el jugador número 18 en actiu (absolut) de la Xina. El seu màxim Elo va ser de 2604 punts, a la llista del març de 2017.

## Resultats destacats en competició
El desembre de 2004, Ju Wenjun fou segona en el Campionat d'Àsia femení jugat a Beirut. L'octubre de 2007, fou quarta en les Torneig de la FIDE Zonal 3.5 a Tientsin i es classificà pel Campionat del Món femení de 2008.
En el Campionat del Món femení de 2008 fou elimininada a la segona ronda per Antoaneta Stéfanova pel resultat d'1 a 3. Dos anys més tard, en el Campionat del Món femení de 2010 va assolir els quarts de finals.
El juny de 2010 guanyà el Campionat de la Xina femení amb 8 punts d'11.
El juliol de 2011 va guanyar el Torneig femení de Hangzhou amb 6.5 punts de 9, per davant de la campiona del món Hou Yifan. L'octubre de 2011 fou segona a Nàltxik al Grand Prix de la FIDE femení 2011-2012 amb 7 punts d'11; la seva actuació fou suficient per adquirir el seva tercera i darrera norma de Gran Mestre. Tanmateix, una de les tres normes de GM va faltar la signatura de l'àrbitre, evitant la consideració del títol de Gran Mestre. Fou la segona millor jugadora sub-21 del món el novembre de 2011 a la llista de les millors 20 jugadores de la FIDE.
Entre el 18 de juny i el 2 de juliol de 2014 a la 5a prova del Grand Prix de la FIDE femení 2013-2014, a Lopota (Geòrgia), hi fou segona juntament amb Elina Danielian amb 7 punts d'11. Aquest resultat li valgué la seva quarta norma de GM. El setembre de 2014, a la 6a prova del Grand Prix de la FIDE femení 2013–14 a Xarjah (Emirats Àrabs Units) fou primera juntament amb Hou Yifan amb 8½ punts d'11.
Al quart trimestre de 2014 a Sotxi (Rússia), la FIDE aprovà l'atorgament del títol de GM. Amb cinc normes de GM, incloent les tres normes dels Grand Prix femení (1 de cada sèrie), esdevingué el 31è Gran Mestre de la Xina i la 31a dona que obtenia el títol.
El 2014 esdevingué campiona de la Xina per segon cop. El mateix any empatà pel primer lloc amb Lei Tingjie al 4t Torneig de Mestres femení de la Xina a Wuxi. El febrer de 2016, Ju Wenjun guanyà a Teheran la segona prova del Grand Prix de la FIDE femení 2015-2016.
L'abril de 2015, va contribuir a que la Xina guanyés el bronze al Campionat del món femení per equips, puntuant 3/7 al primer tauler.

### Campiona del món
El febrer de 2016, Ju Wenjun va guanyar el torneig de Teheran del Grand Prix de la FIDE femení 2015–16. Com que va guanyar també el darrer torneig del Grand Prix a Khanti-Mansisk, Rússia, va acabar primera a la classificació general i es va guanyar el dret a reptar la Campiona del Món al Campionat del món d'escacs femení de 2018, el qual finalment va guanyar. Mesos després, al Torneig pel Campionat del món d'escacs femení de novembre de 2018, Ju va aconseguir defensar el títol. El desembre de 2017, Ju va guanyar el Campionat del món d'escacs de semiràpides femení a Riad, i va repetir triomf al mateix campionat a Sant Petersburg l'any següent, el desembre de 2018, amb una puntuació d'11½/15 (+8=7) i de 10/12 (+8=4), respectivament.
El gener de 2020, Ju va defensar novament el títol mundial contra Aleksandra Goriàtxkina al Campionat del món d'escacs femení de 2020. Va guanyar el matx amb un marcador de 2.5–1.5 al desempat, després que les partides regulars acabessin empatades 6–6.